# Kabaret
Kabaret ist das achte Studioalbum der französischen Sängerin Patricia Kaas.

## Über das Album
Das Album wurde zunächst am 15. Dezember 2008 als Download veröffentlicht. Die physische Veröffentlichung folgte international am 6. Februar 2009, gefolgt von der französischen Version, einer Doppel-CD Kabaret – En studio et sur scène (deutsch: Im Studio und auf der Bühne), am 30. März.
Kabaret geschrieben mit einem K, wie in Kaas und dem deutschen Wort Kabarett, stellt eine Hommage an die 1930er Jahre und seinerzeit erfolgreiche Künstlerinnen wie Greta Garbo, Suzy Solidor oder Martha Graham dar.
Zum ersten Mal schrieb Kaas einen Song alleine, nämlich das Stück Une dernière fois.
Zusammen mit ihrem Langzeitpartner Fréderic Helbert arrangierte sie die Stücke Le jour se lève, Et s’il fallait le faire und Falling In Love Again. Außerdem singt Kaas auf dem Album außer auf Französisch auch Stücke mit deutschen und englischen Texten.

## Titelliste
Internationale Version
1. Addicte aux héroïnes (Den Heldinnen zugetan)
2. La chance jamais ne dure (Das Glück bleibt nie auf Dauer)
3. Le jour se lève (Der Tag erwacht)
4. Une dernière fois (Ein letztes Mal)
5. Kabaret
6. Faites entrer les clowns (Lasst die Clowns eintreten)
7. Falling in Love Again (Der Klassiker Ich bin von Kopf bis Fuß auf Liebe eingestellt)
8. Pigalle (Interlude)
9. Alone (Alleine)
10. Still in Love (Noch immer verliebt)
11. Et s’il fallait le faire (Und wenn es getan werden muss)
12. Mon piano rouge (Mein rotes Klavier)
13. September Song

Sonderausgaben
Auf der deutschen Fassung befinden sich von den Titeln 2 und 6 die deutschen Fassungen Das Glück kennt nur Minuten und Wo sind die Clowns?, außerdem als Bonustitel das Stück Hard Work (Harte Arbeit)
Die russische Fassung hingegen enthält die französische Version des Titels 9, Solo und den Bonustitel Mne Nravitsva, gesungen in Russisch.
Die französische Version ist mit der russischen identisch, mit Ausnahme des Bonustitels, besitzt somit nur zwölf Songs. Jedoch gibt es hierzu eine Live-CD, Kabaret sur scène.
1. K-Thème
2. Mon mec à moi
3. Les homes qui passent
4. Kabaret
5. Pigalle (Interlude)
6. Falling In Love Again
7. D’Allemagne
8. Une fille de l’Est
9. Solo
10. La chance jamais ne dure
11. Il me dit que je suis belle
12. Elle voulait jouer cabaret
13. Mademoiselle chante le blues
14. K-Interlude
15. Entrer dans la lumière
16. Et s’il fallait le faire

Für die Live-CD wurden die Klassiker vollständig neu im Stil des Kabaret-Albums arrangiert, um dem Auftritt ein komplett abgerundetes Erscheinungsbild zu geben.